# Matriz de Pontecorvo–Maki–Nakagawa–Sakata
En física de partículas, la matriz de Pontecorvo–Maki–Nakagawa–Sakata matriz (matriz PMNS), matriz Maki–Nakagawa–Sakata matriz (MNS), matriz de mezclado de leptones, o matriz de mezclado de neutrinos, es una matriz unitaria de mezclado que contiene información de discordancia de estados cuánticos de neutrinos cuándo estos se  propagan libremente y participan en las interacciones débiles.  Es un modelo de oscilación de neutrinos. Fue introducida en 1962 por Ziro Maki, Masami Nakagawa y Shoichi Sakata, para explicar las oscilaciones de neutrinos predichas por Bruno Pontecorvo.

## La matriz PMNS
El Modelo Estándar de física de partícula contiene tres generaciones o "sabores" de neutrinos, denominadas {\displaystyle \nu _{e}}, {\displaystyle \nu _{\mu }} y {\textstyle \nu _{\tau }}, según los leptones cargados con los que participen en la interacción débil "charged-current". Estos tres estados cuánticos de dicha interacción débil forman una base completa y ortonormal para los neutrinos en el Modelo Estándar. De modo análogo, se puede construir un estado cuántico fuera de tres estados de neutrino de masa definida v1, v2, y v3, el cual diagonalice el hamiltoniano de la partícula libre de neutrino. Las observaciones de oscilaciones de neutrinos han determinado experimentalmente que en los neutrinos, como en los quarks, estos dos estados no son iguales, sino que están "rotados" el uno respecto al otro. Cada estado de sabor así puede ser escrito como superposición de masa de estados, y viceversa. La matriz PMNS, con los componentes {\displaystyle U_{\alpha \,i}}, que  corresponden a la amplitud de masa de estado {\displaystyle i} en un sabor {\displaystyle \alpha \,}, parametrizan la transformación unitaria entre las dos bases:
{\displaystyle {\begin{bmatrix}{\nu _{e}}\\{\nu _{\mu }}\\{\nu _{\tau }}\end{bmatrix}}={\begin{bmatrix}U_{e1}&U_{e2}&U_{e3}\\U_{\mu 1}&U_{\mu 2}&U_{\mu 3}\\U_{\tau 1}&U_{\tau 2}&U_{\tau 3}\end{bmatrix}}{\begin{bmatrix}\nu _{1}\\\nu _{2}\\\nu _{3}\end{bmatrix}}~.}
El vector a la izquierda representa un neutrino genérico expresado en la base de sabor-estado, y a la derecha la matriz PMNS multiplicada por un vector representando al mismo neutrino en la base masa-estado. Un neutrino del sabor dado {\displaystyle \alpha } es un estado "mixto" de neutrinos de diferentes masas: si se pudiera medir directamente dicha masa del neutrino, se podría hallar una masa {\displaystyle m_{i}} con una probabilidad {\displaystyle |U_{\alpha \,i}|^{2}}.
La matriz PMNS para antineutrinos es idéntica a la matriz para neutrinos bajo simetría CPT.
Debido a las dificultades de detectar neutrinos, es mucho más difícil determinar los coeficientes individuales que en la matriz equivalente para los quarks (la matriz CKM).

### Suposiciones

#### Modelo estándar
Como se ha mencionado anteriormente, la matriz PMNS es unitaria. Esto es, la suma de los cuadrados de los valores en cada fila y en cada columna, los cuales representan las probabilidades de los acontecimientos posibles diferentes dados el mismo punto de partida, suman 100%.
En el caso más sencillo, el Modelo Estándar postula tres generaciones de los neutrinos con masa de Dirac  que oscilan entre tres masas-estado de neutrinos, suposición que se realiza cuándo son calculados los mejores valores aptos para sus parámetros.

#### Otros modelos
La matriz PMNS no es necesariamente unitaria, y se necesitan algunos parámetros adicionales para describir toda posible mezcla de neutrinos en otros modelos de oscilación de neutrinos y generación de masa, como el modelo "see-saw", y en general, en el caso de neutrinos que tienen mayor masa de Majorana que masa de Dirac.
Hay algunos parámetros adicionales de masa y ángulos de mezclado en una simple extensión de la matriz PMNS en los cuales aparecen más de tres sabores de neutrinos, a pesar del carácter masivo de los neutrinos. Desde julio de 2014, los científicos estudiosos de las oscilaciones de neutrinos están considerando activamente los datos experimentales de oscilaciones de neutrinos para lograr una matriz PMNS extendida con un cuarto y ligero neutrino "estéril" y cuatro masas-estado, aunque los datos experimentales actuales tienden a ser desfavorables a dicha posibilidad .

### Parametrización
En general, hay nueve grados de libertad en cualquier matriz unitaria de tres por tres. Aun así, en el caso de la matriz PMNS, cinco de aquellos parámetros reales pueden ser absorbidos como fases de los campos de leptones, por ello la matriz PMNS puede ser plenamente descrita por cuatro parámetros libres. La matriz PMNS es más comúnmente parametrizada por la mezcla de tres ángulos ({\displaystyle \theta _{12}}, {\displaystyle \theta _{23}}, y {\displaystyle \theta _{13}}) y un ángulo de fase única llamado {\displaystyle \delta _{\text{CP}}} relacionado con la violación de la carga-paridad (por ejemplo, diferencias en los ratios de oscilación entre dos estados con puntos de comienzo opuestos, que hacen al orden temporal en que tienen lugar dichos eventos necesario para predecir sus ratios), en cuyos casos la matriz puede ser escrita así:
{\displaystyle {\begin{aligned}&{\begin{bmatrix}1&0&0\\0&c_{23}&s_{23}\\0&-s_{23}&c_{23}\end{bmatrix}}{\begin{bmatrix}c_{13}&0&s_{13}e^{-i\delta _{\text{CP}}}\\0&1&0\\-s_{13}e^{i\delta _{\text{CP}}}&0&c_{13}\end{bmatrix}}{\begin{bmatrix}c_{12}&s_{12}&0\\-s_{12}&c_{12}&0\\0&0&1\end{bmatrix}}\\&={\begin{bmatrix}c_{12}c_{13}&s_{12}c_{13}&s_{13}e^{-i\delta _{\text{CP}}}\\-s_{12}c_{23}-c_{12}s_{23}s_{13}e^{i\delta _{\text{CP}}}&c_{12}c_{23}-s_{12}s_{23}s_{13}e^{i\delta _{\text{CP}}}&s_{23}c_{13}\\s_{12}s_{23}-c_{12}c_{23}s_{13}e^{i\delta _{\text{CP}}}&-c_{12}s_{23}-s_{12}c_{23}s_{13}e^{i\delta _{\text{CP}}}&c_{23}c_{13}\end{bmatrix}}.\end{aligned}}}
Donde {\displaystyle s_{ij}} y {\displaystyle c_{ij}} se usan para denotar {\displaystyle \sin \theta _{ij}} y {\displaystyle \cos \theta _{ij}} respectivamente. En el caso de neutrinos de Majorana, se necesitan dos fases complejas más, pues la fase de los campos de Majorana no puede ser libremente redefinida debido a la condición {\displaystyle \nu =\nu ^{c}~}. Existe un número infinito de otras parametrizaciones posibles; otro ejemplo común es la parametrización de Wolfstein.
Los ángulos de mezcla han sido medidos en varios experimentos. La fase {\displaystyle \delta _{\text{CP}}} de violación CP no ha sido medida directamente, pero se pueden obtener estimaciones  acertadas usando otras medidas.

### Valores de parámetros medidos experimentalmente
Desde enero de 2018, los valores obtenidos aptos según «NuFIT.org»., de mediciones directas e indirectas, usando el orden normal, son:
{\displaystyle {\begin{aligned}\theta _{12}&=\ \ {33.62^{\circ }}_{-0.76^{\circ }}^{+0.78^{\circ }}\\\theta _{23}&=\ \ {47.2^{\circ }}_{-3.9^{\circ }}^{+1.9^{\circ }}\\\theta _{13}&=\quad {8.54^{\circ }}_{-0.15^{\circ }}^{+0.15^{\circ }}\\\delta _{\textrm {CP}}&={234^{\circ }}_{-31^{\circ }}^{+43^{\circ }}\\\end{aligned}}}
Los 3σ rangos (99.7% de confianza) para las magnitudes de los elementos de la matriz actual son:
{\displaystyle |U|={\begin{bmatrix}|U|_{e1}&|U|_{e2}&|U|_{e3}\\|U|_{\mu 1}&|U|_{\mu 2}&|U|_{\mu 3}\\|U|_{\tau 1}&|U|_{\tau 2}&|U|_{\tau 3}\end{bmatrix}}=\left[{\begin{array}{rrr}0.799\ldots 0.844&0.516\ldots 0.582&0.141\ldots 0.156\\0.242\ldots 0.494&0.467\ldots 0.678&0.639\ldots 0.774\\0.284\ldots 0.521&0.490\ldots 0.695&0.615\ldots 0.754\end{array}}\right]}